# 平経高
平 経高（たいら の つねたか）は、鎌倉時代前期の公卿。桓武平氏高棟流、治部大輔・平行範の子。官位は正二位・民部卿。日記『平戸記』著者。

## 経歴
幼少期に吉田経房の猶子となるが、建久元年1月（1190年）に復氏して叙爵される。翌年名を時平から経高に改名する。承元3年（1209年）4月に蔵人となり、建暦元年（1211年）1月に右少弁となる。承久2年（1220年）1月に右大弁から順徳天皇の蔵人頭となる。元仁元年（1224年）12月に従三位に叙される。嘉禄2年（1226年）1月には参議に任じられ、暦応元年（1238年）に正二位に叙される。仁治元年（1240年）1月には民部卿となり、京都市中の庶政にあたった。
菅原為長の教えを受け、朝儀・公事に関して高い見識を有し、政務に練達した人物として知られ、広橋頼資によれば本人もそのことについての自負を有していたという（『頼資卿記』寛喜元年9月13日条）。また、九条道家及びその子供達（九条教実・二条良実・一条実経・女婿近衛兼経）の側近として活躍、「任官・加爵・諸訴」を中心とした徳政政策（『平戸記』延応2年2月10日条）の推進に努めた。また、その見識から道家の政敵であった土御門定通からも信任され、定通と摂関家との連絡役を務めた。その一方で、順徳天皇に取り立てられた経緯から鎌倉幕府に対しては公然と反感を示すことがあり、雅成親王や忠成王の後見を引き受けている。『平戸記』にもそうした記述が見られ、連署北条時房が死去した際には後鳥羽上皇の祟りであるとして「関東漸以衰微」と喜んでいる（延応2年1月24日条）。
だが、寛元4年（1246年）の宮騒動以来の一連の政変で九条道家が失脚、同年に鎌倉幕府の支援を受けた後嵯峨上皇の院政が始まると政界から排斥され、失意のうちに建長2年（1250年）に官を退いた。

## 系譜
- 父：平行範
- 母：不詳
- 猶父：吉田経房（1142-1200）
- 妻：不詳
  - 男子：平経氏